# Дейвид Ийди (филмов режисьор)
Дейвид Ийди (на английски: David Eady) (22 април 1924 – 5 април 2009) е британски филмов режисьор и продуцент. 

## Биография
Роден в Лондон, той е син на сър Уилфред Ийди (създател на данъка Ийди).  Неговите филми включват документални филми, драми (често нискобюджетни филми с ниско качество, т. нар. „B“ филми) и детски филми. Той получава номинация за BAFTA за късометражния си филм „Играй безопасно“ (1978), а номинация за „Оскар“ получава за късометражния филм, който е режисирал заедно с Джефри Бутби, „Мостът на времето“ (1950). 

## Филмография
- Bridge of Time (1950)
- Three Cases of Murder (1955)
- The Heart Within (1957)
- The Man Who Liked Funerals (1959)
- In the Wake of a Stranger (1959)
- The Crowning Touch (1959)
- Zoo Baby (1960)
- Faces in the Dark (1960)
- Operation Third Form (1966)
- Scramble (1970)
- Betcher! (1971)
- Anoop and the Elephant (1972)
- Hide and Seek (1972)
- Where's Johnny? (1974)
- The Hostages (1975)
- Play Safe (1978)
- Danger on Dartmoor (1980)